# Espagne vide

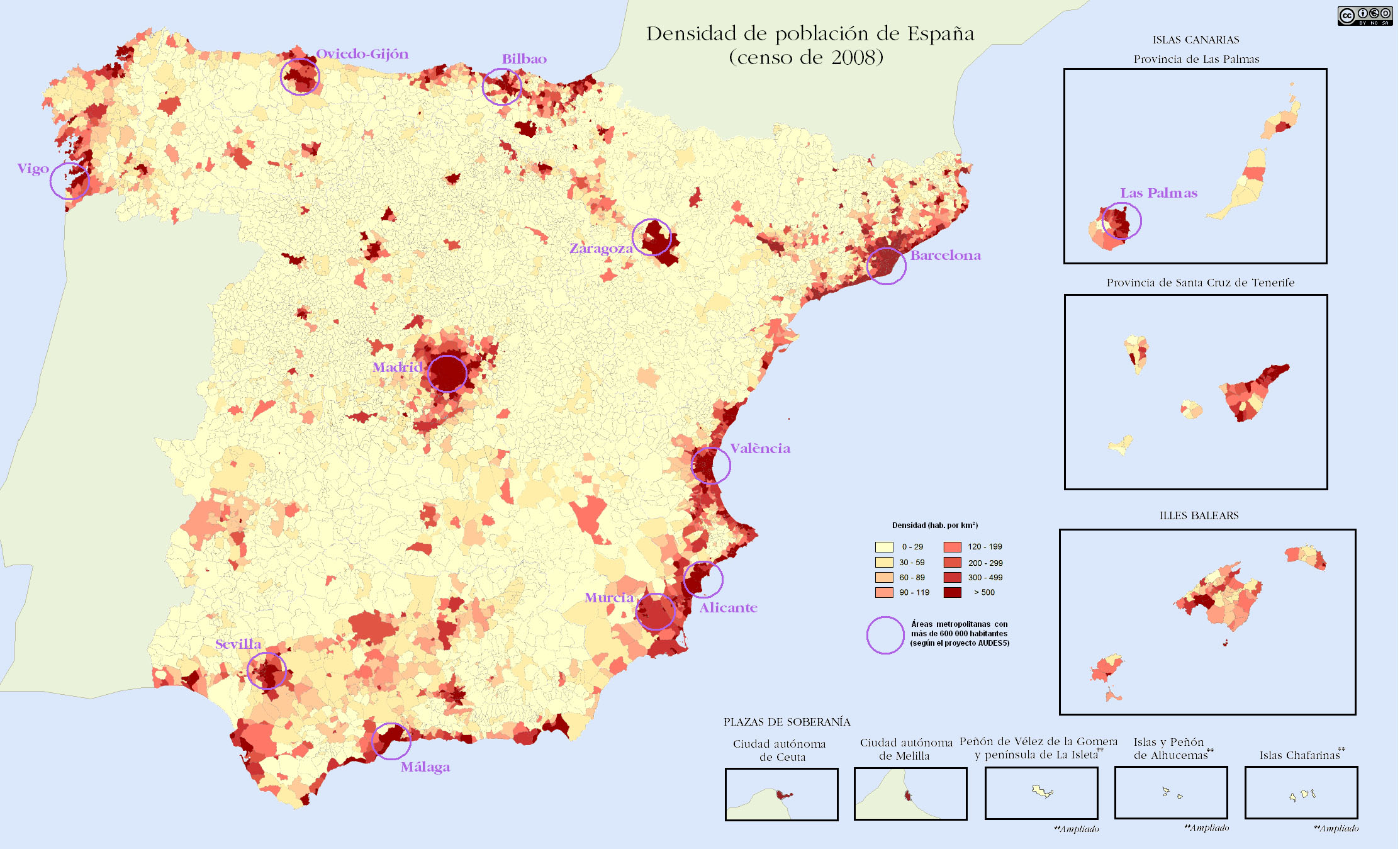
Carte de la densité de population espagnole.

L'Espagne vide ou Espagne vidée (en espagnol España vacía ou España vaciada) désigne une partie de l'Espagne à la faible densité de population, victime notamment de l'exode rural.

## Mécanisme
L'exode rural a été particulièrement fort dans les années 1950 et 1970. La décision de Francisco Franco de planter des dizaines de milliers d’hectares de forêt destinés aux papeteries a chassé les cultivateurs.
Selon une étude de 2021, l'Espagne vide a perdu en 70 ans la moitié de son poids économique et démographique.
Selon les données du gouvernement pour 2019, 90 % de la population vit dans 30 % des municipalités. La densité de population pour les 70 % restantes est de 14 habitants par kilomètre carré. De 2010 à 2019, 80 % des municipalités ont enregistré des pertes de population.

## Histoire et utilisation du concept

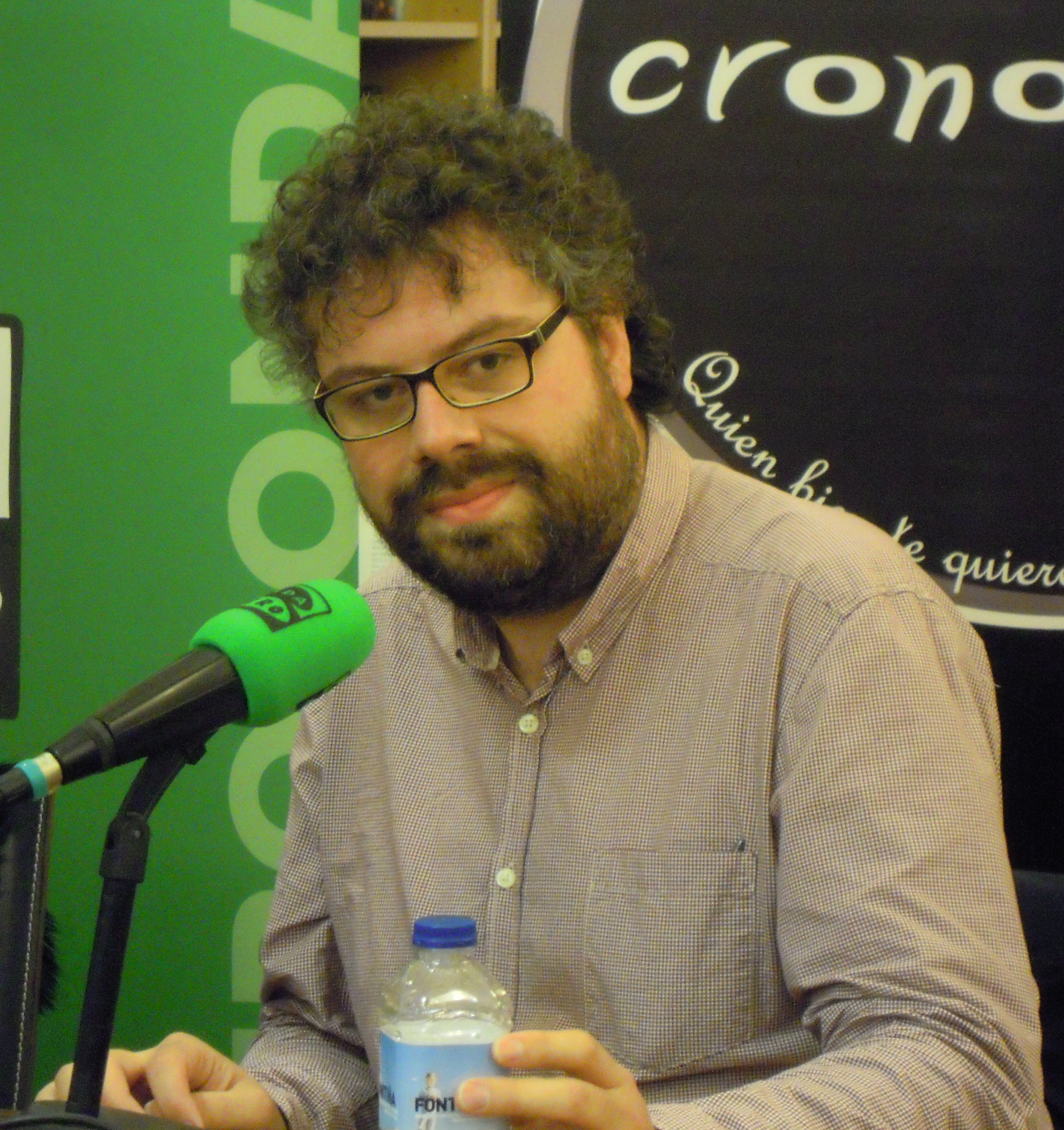
Sergio del Molino a popularisé le concept d'Espagne vide.

L'expression a été popularisée par un livre de Sergio del Molino (es) paru en 2016 : La España vacía, viaje por un país que nunca fue, soit « L’Espagne vide. Voyage dans un pays qui n’a pas existé »,.
Le 31 mars 2019 a lieu une manifestation appelée « révolte de l'Espagne vidée » qui rassemble selon ses organisateurs 100 000 personnes. Elle demande un rééquilibrage territorial en faveur des territoires dépeuplés.
La campagne des élections générales espagnoles de novembre 2019 est marquée par l'intérêt porté à l'Espagne vide. Le parti localiste Teruel Existe y remporte un siège.
En février 2022, des mouvements de citoyens demandent que les problèmes de l'Espagne du vide soient résolus à l'occasion d'une élection régionale en Castille-et-León. Les partis localistes Soria Ya ! et Union du peuple léonais parviennent à obtenir trois sièges,.